# Державний радник юстиції України
Державний радник юстиції України — вищий класний чин в органах прокуратури України.
Встановлений постановою Верховної Ради України від 6 листопада 1991 року № 1795-XII «Про затвердження Положення про класні чини працівників органів прокуратури України».

## Посада
Згідно Постанови, класний чин Державного радника  юстиції України відповідає посаді – Генеральний прокурор України.

## Знаки розрізнення
Погони подібні до генерала армії України (до 2016 року). На погонах з «генеральським зигзагом»  розташовується велика п’ятипроменева зірка, вище якої у лавровому вінку Малий герб України.

## Список державних радників юстиції України
Після дати присвоєння класного чину стоїть номер відповідного Указу Президента України.
1. 22 червня 1992 року, № 351 — Шишкін Віктор Іванович, Генеральний прокурор України (1991–1993)
2. 13 червня 1994 року, № 300/94 — Дацюк Владислав Володимирович, Генеральний прокурор України (1993–1995)
3. 1 грудня 1995 року, № 1104/95 — Ворсінов Григорій Трохимович, Генеральний прокурор України (1995–1997)
4. 8 жовтня 1997 року, № 1126/97 — Литвак Олег Михайлович, виконувач обв'язки Генерального прокурора України (1997–1998)
5. 23 серпня 1998 року, № 924/98 — Потебенько Михайло Олексійович, Генеральний прокурор України (1998–2002)
6. 20 серпня 2004 року, № 937/2004 — Васильєв Геннадій Андрійович, Генеральний прокурор України (2003–2004)
7. 28 листопада 2008 року, № 1119/2008 — Медведько Олександр Іванович, Генеральний прокурор України (2005–2007, 2007–2010)
8. 12 листопада 2010 року, № 1023/2010 — Пшонка Віктор Павлович, Генеральний прокурор України (з 2010)